# Porslin (låt)
Porslin är en låt från 2013 med Anna Järvinen. Porslin skrevs av Martin Elisson (text) och Björn Olsson (musik) till Järvinens medverkan i Melodifestivalen 2012 men som hon inte tävlade med förrän i Melodifestivalen 2013. 
Den 9 november 2011 tillkännagavs det att Järvinen var aktuell för att tävla med bidraget "Porslin" i Melodifestivalen 2012 men hon valde att dra sig ur tävlingen av okänd anledning det året, vilket gjorde att den diskvalificerades och byttes ut mot låten "Shout It Out". Istället kom låten att tävla följande år. Där blev den utslagen i den första deltävlingen i Karlskrona den 2 februari 2013. Porslin testades på Svensktoppen den 10 februari samma år men kom inte in på listan. 
Låten blev dock hyllad i pressen. Expressens musikskribent Anders Nunstedt skrev att Järvinens "schlagerdebut tillhör redan det bräckligaste och samtidigt finaste den här tävlingen sett" och Dagens Nyheters Hanna Fahl skrev att 'Porslin' var "som en Sonja Åkesson-inspirerad klassisk svensk visa, och Järvinen har en röst som klarar att bära upp det här utan att det ska bli pekoral."